# Seesen
Seesen là một thị ở huyện Goslar, trong bang Niedersachsen, Đức. Đô thị này có diện tích 102,06 km². Thị xã tọa lạc bên rìa tây bắc Harz, cự ly khoảng 20 km về phía tây của Goslar. Seesen kết nghĩa với thị xã Anh Wantage, Oxfordshire.